# Anià de Celeda
Anià de Celeda (Anianus) va ser un diaca de Celeda a Itàlia, al començament del segle v. Era nadiu de Campània i amanuense de Pelagi i ell mateix va adoptar la doctrina pelagiana.
Va ser present al sínode de Diòspolis i va escriure sobre la polèmica amb Pelagi i contra Jeroni d'Estridó. Va traduir al llatí algunes homilies de Joan Crisòstom, sobre l'Evangeli de Mateu i sobre l'apòstol Pau, i les Cartes de Crisòstom als neòfits. De totes les seves obres només es conserven les vuit primeres homilies de Crisòstom sobre Mateu. La resta d'homilies las va traduir Jordi de Trebisonda, però Fabricius considera que fins a la vint-i-sis són traduccions d'Anià, i que Jordi les va interpolar. Alguns autors consideren que les traduccions de Crisòstom les va per un altre Anià, Anià el referendari que va viure sota el rei visigot Alaric II, però és un error, ja que el prefaci de l'obra va dirigit a Oronci, que va ser condemnat per pelagianisme al Concili d'Efes.